# Richard P. Smiraglia
Richard P. Smiraglia (ur. 1952 w Nowym Jorku) – amerykański informatolog, profesor  Uniwersytetu Wisconsin w Milwaukee, specjalista w zakresie organizacji wiedzy. Jego prace badawcze dotyczą m.in. katalogowania, instancjacji oraz analizy domen.

## Życiorys
Richard P. Smiraglia uzyskał bakalaureat w zakresie muzyki w 1973 r. w Lewis & Clark College. Następnie w 1974 r. ukończył studia bibliotekoznawcze na Uniwersytecie Indiany. W 1992 r. obronił doktorat w zakresie bibliotekoznawstwa na Uniwersytecie Chicagowskim. Ponadto w 1997 r. ukończył General Theological Seminary. Pracował jako wykładowca na Uniwersytecie Columbia, Long Island University oraz Uniwersytecie Wisconsin w Milwaukee. W latach 1990–1996 był redaktorem czasopisma Library Resources & Technical Services, a od 2004 r. pełni rolę redaktora naczelnego czasopisma Knowledge Organization. Obecnie jest dyrektorem wykonawczym Institute for Knowledge Organization and Structure. Jest pastorem Kościoła Episkopalnego w Stanach Zjednoczonych.

## Wybrane publikacje
- Richard P. Smiraglia, Hur-Li Lee (red.): Cultural frames of knowledge. Würzburg: Ergon, 2012. ISBN 978-3-89913-918-1. Brak numerów stron w książce
- Richard P. Smiraglia: Cultural synergy in information institutions. New York: Springer, 2014. ISBN 978-1-4939-1248-3. Brak numerów stron w książce
- Richard P. Smiraglia, Hur-Li Lee (red.): Dimensions of knowledge: facets for knowledge organization. Würzburg: Ergon, 2017. ISBN 978-3-95650-273-6. Brak numerów stron w książce
- Richard P. Smiraglia: Domain analysis for knowledge organization : tools for ontology extraction. Waldham: Chandos Publishing, 2015. ISBN 978-0-08-100150-9. Brak numerów stron w książce
- Richard P. Smiraglia (red.): Metadata: a cataloger's primer. Binghamton: Haworth Information Press, 2005. ISBN 978-0-7890-2800-6. Brak numerów stron w książce
- Richard P. Smiraglia: The elements of knowledge organization. New York: Springer, 2014. ISBN 978-3-319-09356-7. Brak numerów stron w książce
- Richard P. Smiraglia: The nature of "a work" : implications for the organization of knowledge. Lanham: Scarecrow Press, 2001. ISBN 0-8108-4037-5. Brak numerów stron w książce